# Пальміра (Небраска)
Пальміра (англ. Palmyra) — селище (англ. village) в США, в окрузі Ото штату Небраска. Населення — 534 особи (2020).

## Географія
Пальміра розташована за координатами 40°42′21″ пн. ш. 96°23′32″ зх. д. / 40.70583° пн. ш. 96.39222° зх. д. (40.705700, -96.392119).  За даними Бюро перепису населення США в 2010 році селище мало площу 0,88 км², уся площа — суходіл.

## Демографія
Згідно з переписом 2010 року, у селищі мешкало 545 осіб у 207 домогосподарствах у складі 146 родин. Густота населення становила 618 осіб/км².  Було 227 помешкань (258/км²).
Расовий склад населення:
| - 96,0 % — білих - 1,7 % — чорних або афроамериканців - 0,6 % — азіатів |

До двох чи більше рас належало 1,7 %. Частка іспаномовних становила 1,1 % від усіх жителів.
За віковим діапазоном населення розподілялося таким чином: 27,9 % — особи молодші 18 років, 59,6 % — особи у віці 18—64 років, 12,5 % — особи у віці 65 років та старші. Медіана віку мешканця становила 36,4 року. На 100 осіб жіночої статі у селищі припадало 104,1 чоловіків;  на 100 жінок у віці від 18 років та старших — 104,7 чоловіків також старших 18 років.
Середній дохід на одне домашнє господарство  становив 61 145 доларів США (медіана — 59 063), а середній дохід на одну сім'ю — 70 364 долари (медіана — 72 344). За межею бідності перебувало 5,9 % осіб, у тому числі 6,4 % дітей у віці до 18 років та 8,3 % осіб у віці 65 років та старших.
Цивільне працевлаштоване населення становило 350 осіб. Основні галузі зайнятості: роздрібна торгівля — 19,4 %, освіта, охорона здоров'я та соціальна допомога — 19,4 %, виробництво — 12,3 %, фінанси, страхування та нерухомість — 8,9 %.